# سرن سرنگیل
سرن سرنگیل (انگلیسی: Seren Serengil؛ زادهٔ ۶ آوریل ۱۹۷۱) خواننده، و بازیگر اهل ترکیه است. وی از سال ۱۹۷۷ میلادی تاکنون مشغول فعالیت بوده‌است.